# Polycirrus medusa
Polycirrus medusa är en ringmaskart som beskrevs av Grube 1850. Polycirrus medusa ingår i släktet Polycirrus och familjen Terebellidae. Arten är reproducerande i Sverige. Inga underarter finns listade i Catalogue of Life.